# Feyisa Bekele
Feyisa Bekele Woldemikael (4 agosto 1983) è un ex maratoneta etiope.

## Competizioni internazionali
2010
- 6º alla 30 km di Adama ( Adama) - 1h32'58"

2011
- 4º alla Maratona di La Rochelle ( La Rochelle) - 2h11'34"
- 4º alla Maratona del Lussemburgo ( Lussemburgo) - 2h15'51"
- Argento alla Mezza maratona di Saint Denis ( Saint-Denis) - 1h03'02"

2012
- 4º alla Maratona di Amsterdam ( Amsterdam) - 2h06'26"
- Oro alla Maratona di Annecy ( Annecy) - 2h13'14"

2013
- 7º alla Maratona di Tokyo ( Tokyo) - 2h09'05"
- 6º alla Maratona di Francoforte ( Francoforte sul Meno) - 2h09'17"

2014
- Oro alla Maratona Joong Ang ( Seul) - 2h07'43"
- 8º alla Maratona di Seul ( Seul) - 2h11'03"

2015
- 13º alla Maratona di Amsterdam ( Amsterdam) - 2h11'29"
- 7º alla Mezza maratona di Egmond aan Zee ( Egmond aan Zee) - 1h04'54"

2016
- Bronzo alla Maratona di Xiamen ( Xiamen) - 2h11'09"

2017
- 9º alla Maratona di Hong Kong ( Hong Kong) - 2h14'19"